# Juan Federico Ponce Vaides

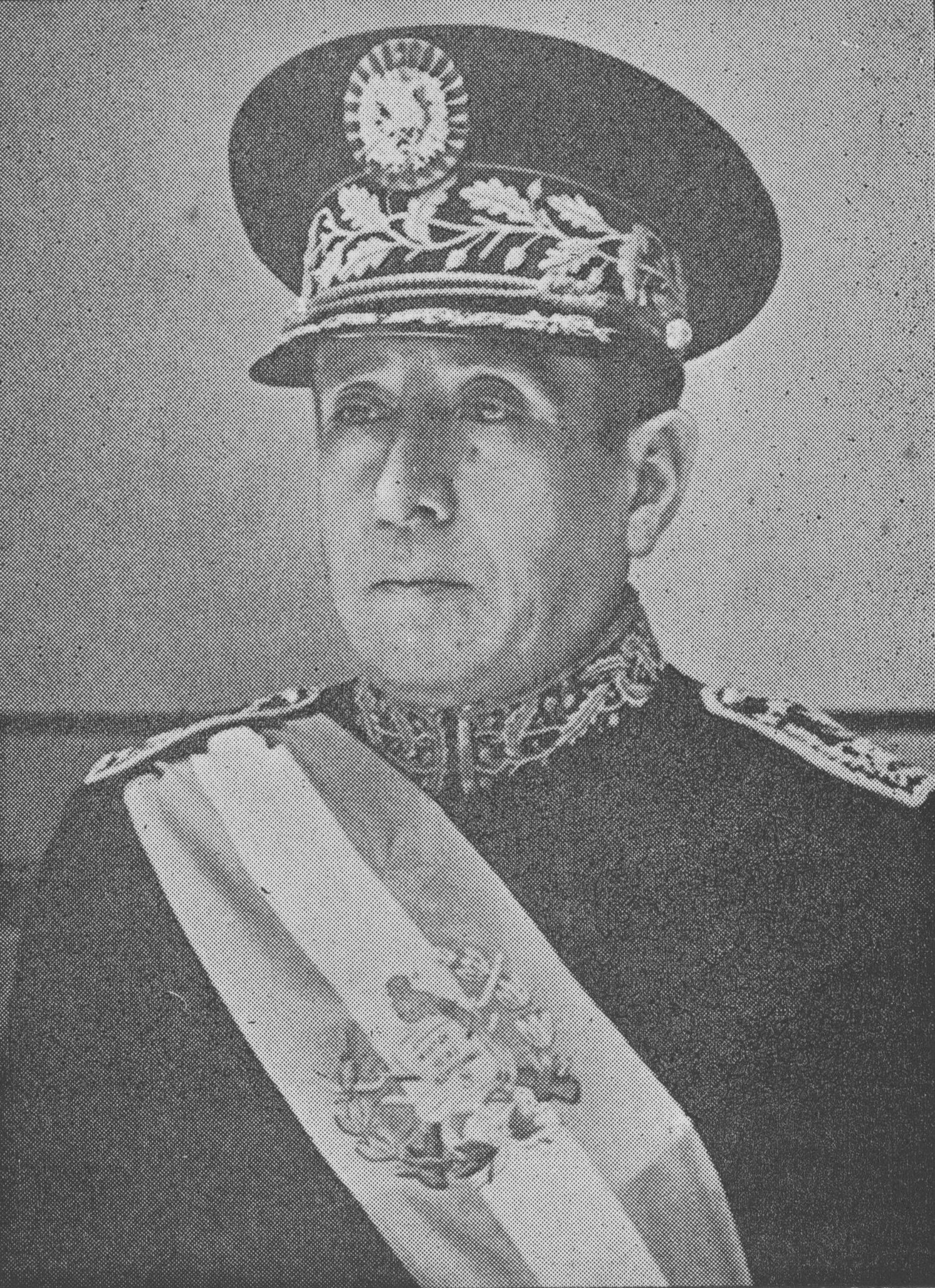
Juan Federico Ponce

Juan Federico Ponce Vaides (26 de agosto de 1889 – 16 de novembro de 1956) foi Presidente interino da Guatemala de 4 de julho a 20 de outubro de 1944.